# Río Iruyáñez
El río Iruyáñez es un río de Bolivia, ubicado en la región de la Amazonía. Administrativamente discurre por los municipios de Santa Ana del Yacuma y Exaltación de la provincia de Yacuma, en el departamento del Beni. El río Iruyáñez forma parte de la cuenca del río Mamoré, que a la vez forma parte de la cuenca del río Amazonas. El río se encuentra cerca a la zona de los Grandes Lagos Tectónicos de Exaltación, compuesta por varios lagos de gran tamaño.
En cuanto a sus dimensiones, el Iruyáñez tiene un ancho que varía desde los 10 hasta los 15 metros, mientras que su profundidad varía de 0,5 a 1,5 metros.

## Ictiofauna
En 2021 se registraron 108 especies de peces, agrupadas en 23 familias y 6 órdenes. Los órdenes con mayor riqueza de familias y especies fueron Characiformes, Siluriformes y Cichliformes.